# Steven Claydon
Steven Claydon (* 1969 in London, England) ist ein englischer Künstler und Musiker.

## Leben
Claydon schloss das Fach Kunst 1991 mit dem Bachelor (Honours) an der Londoner Chelsea College of Art and Design und erreichte den Rang Master of Arts 1997 am Central Saint Martins College of Art and Design in London. Neben seinen künstlerischen Arbeiten und der 1997 beginnenden Teilnahme an Ausstellungen war er Mitglied der Electronica-Band Add N to (X), die heute nicht mehr existiert. 2005 hatte er einen Cameo-Auftritt als Mitglied der Band The Weird Sisters im Film Harry Potter und der Feuerkelch.
Claydons Objekte und Inszenierungen waren auf der Art Basel zu sehen. Er lebt und arbeitet in London.

## Ausstellungen
Einzelausstellungen
- 2013: Steven Claydon, Galerie Rüdiger Schöttle, München[1]
- 2012: Culpable Earth, firstsite, Colchester, England. Katalog.
- 2008: The Ancient Set and the Fictional Pixel, Film Installation und Performance.  Serpentine Pavillon, London
- 2007: New Valkonia, David Kordnasky Gallery, Los Angeles, Kalifornien, USA und Saatchi Gallery, London, England.
- 2005: The Author of Mishap (Them), Saatchi Gallery, London.
- 2004: The Third of the Third, Hoxton Destillery, London.

Gemeinschaftsausstellungen
- 2010: Goldene Zeiten, Haus der Kunst, München.
- 2009: Remote Memories, Raum für Kunst, Düsseldorf.
- 2006: Rings of Saturn, Tate Modern, London.
- 2005: Time Line, Kunstverein für die Rheinlande und Westfalen, Düsseldorf.